# حسن الشلغومي
حسن شلغومي: ولد سنة 1972 (العمر 52–53 سنة) بالجزائر لاب جزائري و ام مغربية و متحصل على الجنسية الفرنسية منذ سنة 2000 وهو إمام مسجد بلدية درنسي في إقليم سين-سان-ديني قرب باريس.
اشتهر خلال جدل الحجاب الإسلامي في فرنسا بدعمه لمشروع القانون الذي طرحه الرئيس الفرنسي نيكولا ساركوزي لحظر ارتداء البرقع. يتمتع بعلاقات طيبة مع منظمات يهودية في فرنسا، وهو ما أدى أحيانًا إلى احتجاجات واشتباكات في مسجد درنسي.
تلقى تعليمه الديني في مدارس (مدارس دينية) بسوريا وباكستان قبل أن ينتقل إلى فرنسا عام 1996. كان عضوًا في جماعة التبليغ (التي ما زال يحتفظ بعلاقة معها) حتى عام 2005، وحصل على الجنسية الفرنسية في نفس العام. في عام 2009، أسس "مؤتمر الأئمة"، وهي منظمة تهدف إلى إصدار الفتاوى للمسلمين المقيمين في فرنسا.
يُطلق عليه بعض معارضيه لقب "إمام اليهود" بسبب نشاطه مع المجلس التمثيلي للمؤسسات اليهودية الفرنسية. في بداية عام 2009، تمت دعوته إلى قصر الإليزيه وكذلك إلى المجلس التمثيلي. وفي عام 2006، ألقى خطابًا أمام نصب تذكاري للترحيل في درنسي، وبعدها بأيام تعرض منزله لأعمال تخريب، دون وجود دليل يربط بين الحادثين.
في مقابلة مع صحيفة "لو باريزيان"، عبر عن رأيه بأن لا ينبغي لأي رجل رفض السماح لطبيب ذكر بفحص زوجته.
كما أعرب عن شكوكه تجاه الدعم الغربي للربيع العربي، مستندًا إلى تزايد تأييد الأحزاب السياسية الإسلامية في بعض الدول. ويرى أن الرئيس التونسي السابق زين العابدين بن علي ساهم في إنقاذ تونس من تكرار تجربة الحرب الأهلية الجزائرية.
حسن شلغومي متزوج وله خمسة أولاد.